# Artemisia frigida
Artemisia frigida es una especie de arbusto del género Artemisia. Se distribuye por Europa, Asia, y en Norteamérica, en Canadá y los Estados Unidos. En el centro oeste de Estados Unidos ha sido introducida.

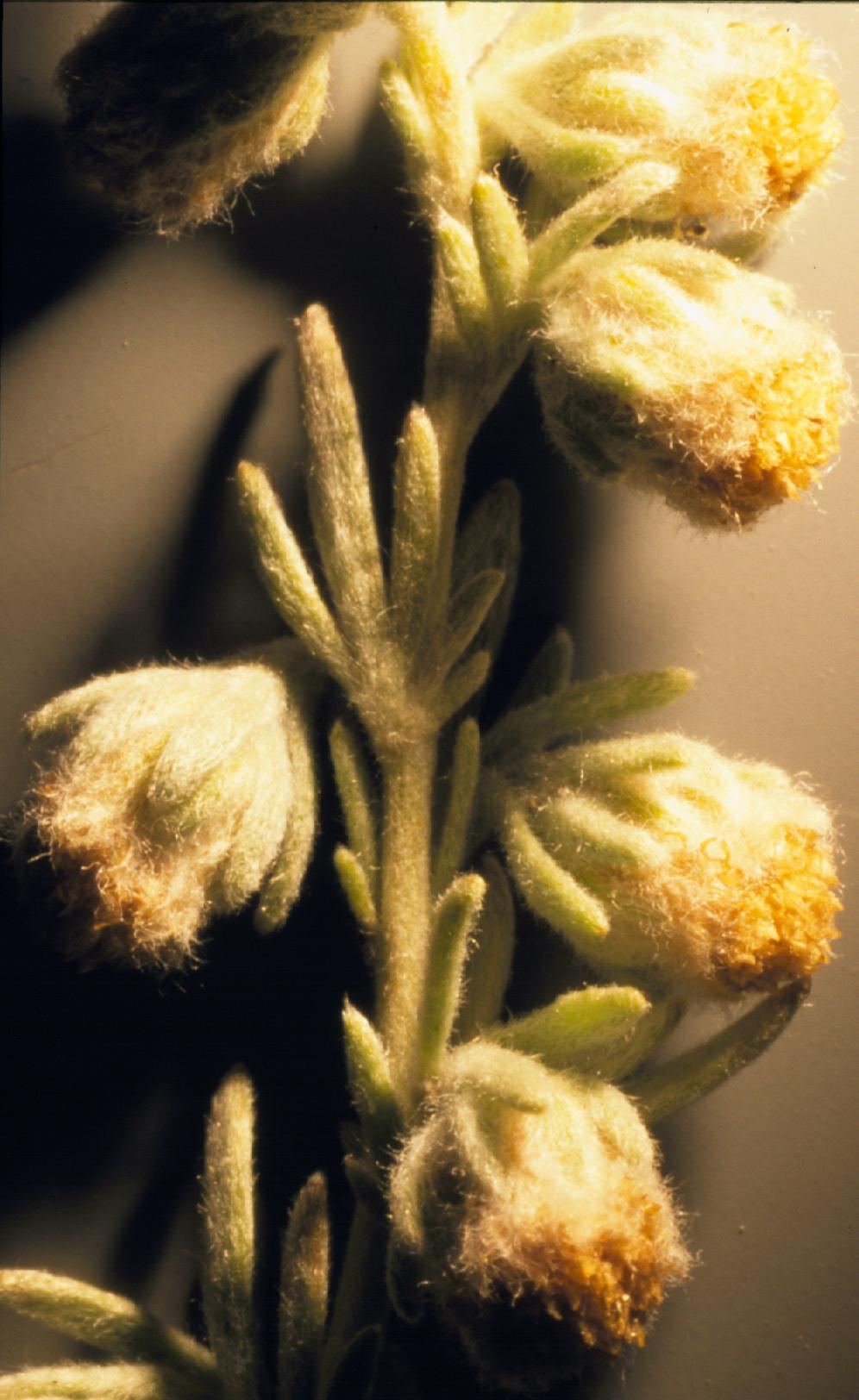
Inflorescencia

## Descripción
Es una planta perenne con una base leñosa. Los tallos hacia fuera, por lo general formando un grupo de hasta 40 centímetros de alto. Los tallos están cubiertos de hojas gris-verdes lobuladas que están recubiertas de pelos plateados. La inflorescencia contiene muchas flores de aproximadamente medio centímetro de ancho y forradas con lana, de color gris verdoso o filarios amarronados. Las flores contienen varias flores pistiladas liguladas y muchos floretes del disco bisexuales. La planta es aromática, con un olor fuerte. Esta planta puede producir una gran cantidad de semillas. También se puede propagar por acodo; en algunos años produce muy pocas semillas.

## Hábitat
Esta planta es común y dominante o codominante en muchas áreas, especialmente en los tipos de hábitats secos y perturbados. Es común en las Montañas Rocosas y las Grandes Llanuras de Norteamérica, donde se encuentra en pastizales, matorrales y bosques, entre otros. Tiene una tendencia a aumentar en las zonas que han sido fuertemente pastoreadas por el ganado. El crecimiento excesivo de la planta es a veces un indicador de sobrepastoreo en los pastizales. A veces se convierte en una agresiva maleza. Los ganaderos han considerado la planta por ser a la vez una especie adecuada de forraje y una especie de molestia sin valor.

## Usos
Un gran número de animales salvajes consumen la planta, incluyendo las liebres de cola blanca y el gallo de salvia.
La planta se cultiva por su follaje, y se ha ganado el Premio al Mérito Garden de la Royal Horticultural Society.
Esta artemisa tenía una variedad de usos para los grupos de nativos americanos. Fue utilizado como planta medicinal para tratar la tos, los resfriados, heridas y ardor de estómago. El pueblo las utiliza para el dolor de cabeza y la fiebre y los Tewa la toman para la gastritis y la indigestión. También tenía ceremoniales y aplicaciones veterinarias, incluso para los Pies negros, que al parecer usaban las hojas trituradas de "eliminar ematomas de los niños que se golpean mientras juegan".
Esta planta también se utiliza en jardinería y para el control de la erosión y la revegetación de tierras de pastoreo. Es resistente a la sequía.

## Taxonomía
Artemisia rigida fue descrita por Carl Ludwig Willdenow y publicado en Species Plantarum. Editio quarta 3(3): 1838. 1803.
Etimología
Hay dos teorías en la etimología de Artemisia: según la primera, debe su nombre a Artemisa, hermana gemela de Apolo y diosa griega de la caza y de las virtudes curativas, especialmente de los embarazos y los partos. según la segunda teoría, el género fue otorgado en honor a Artemisia II, hermana y mujer de Mausolo, rey de la Caria, 353-352 a. C., que reinó después de la muerte del soberano. En su homenaje se erigió el Mausoleo de Halicarnaso, una de las siete maravillas del mundo. Era experta en botánica y en medicina.
frigida: epíteto latino que significa "fría.
Sinonimia
- Artemisia frigida var. gmeliniana (Besser) Besser
- Artemisia frigida var. williamsae S.L.Welsh[13]